# Jerszowo (rejon mieżdurieczeński)
Jerszowo (ros. Ершово) – wieś w Rosji, w rejonie mieżdurieczeńskim obwodu wołogodzkiego. W 2010 r. liczyła 3 mieszkańców.